# Durban
Durban (em zulu eThekwini) é uma cidade sul-africana localizada na província de Cuazulo-Natal, na costa do Oceano Índico. É a terceira maior cidade do país em número de habitantes, após Joanesburgo e Cidade do Cabo. Está localizada no município metropolitano de eThekwini. Tem cerca de 2,7 milhões de habitantes (4 milhões na área metropolitana) e é a maior cidade indiana do mundo fora da Índia. A língua mais falada é o zulu, seguida pelo inglês, o africâner e o hindi.
Em 25 de dezembro de 1497, o navegador português Vasco da Gama, a caminho da Índia, aportou num porto natural da costa leste africana e o batizou de "Natal", por estar na época da Quadra Natalícia. Além de ser um centro turístico, o seu porto é o maior de toda a África (entre os portos generalistas) e aloja o maior terminal de contentores de todo o Hemisfério Sul, bem como um substancial sector industrial. O poeta e escritor português Fernando Pessoa passou a maior parte de sua juventude na cidade, no período de 1895 a 1905, antes de regressar definitivamente a Portugal.
Atualmente, a cidade é o porto mais movimentado do continente e um destino turístico popular. O Golden Mile, desenvolvido como um destino turístico de boas-vindas na década de 1970, bem como Durban em geral, oferecem atrações turísticas amplas, especialmente para as pessoas em férias provenientes de Joanesburgo. Perdeu o seu posto de procura por turistas internacionais para a Cidade do Cabo na década de 1990, mas permanece mais popular entre os turistas domésticos. A cidade é também uma porta de entrada para os parques nacionais e locais históricos de Zululândia e do Drakensberg.

## História
Evidências arqueológicas das montanhas Drakensberg sugerem que a área de Durban foi habitada por comunidades de caçadores-coletores desde 100.000 a.C. Essas pessoas viviam em toda a área da atual Cuazulo-Natal até que a expansão de agricultores e pastores bantus do norte forçaram seu deslocamento, incorporação ou extermínio gradual.
Pouco se sabe sobre a história dos primeiros moradores, já que não há registros históricos da região até ela ser avistada pelo explorador português Vasco da Gama, que navegou paralelamente à costa Cuazulo-Natal na Quadra Natalícia de 1497, enquanto procurava uma rota entre a Europa e a Índia. Ele nomeou a área de "Natal".

### Primeiros colonos europeus
A moderna cidade de Durban data de 1824, quando um grupo de 25 homens sob as ordens do tenente britânico F. G. Farewell chegaram da Colônia do Cabo e estabeleceram um assentamento na costa norte da Baía de Natal, perto da atual Praça Farewell. Um aventureiro chamado Henry Francis Fynn acompanhou a expedição de Farewell e foi capaz de estabelecer amizade com o rei Shaka Zulu, ajudando-o a se recuperar de uma facada que sofreu durante uma batalha. Como um símbolo de gratidão de Shaka, ele concedeu a Fynn um "30 milhas [50 km] de costa a cem milhas [160 km] de profundidade."
Durante uma reunião de 35 residentes europeus no território de Fynn em 23 de Junho 1835, decidiu-se construir uma cidade e nomeá-la "d'Urban" em homenagem a Sir Benjamin D'Urban, então governador da Colônia do Cabo.

## Geografia

### Clima
| Dados climatológicos para Durban               | Dados climatológicos para Durban | Dados climatológicos para Durban | Dados climatológicos para Durban | Dados climatológicos para Durban | Dados climatológicos para Durban | Dados climatológicos para Durban | Dados climatológicos para Durban | Dados climatológicos para Durban | Dados climatológicos para Durban | Dados climatológicos para Durban | Dados climatológicos para Durban | Dados climatológicos para Durban | Dados climatológicos para Durban |
| Mês                                            | Jan                              | Fev                              | Mar                              | Abr                              | Mai                              | Jun                              | Jul                              | Ago                              | Set                              | Out                              | Nov                              | Dez                              | Ano                              |
| ---------------------------------------------- | -------------------------------- | -------------------------------- | -------------------------------- | -------------------------------- | -------------------------------- | -------------------------------- | -------------------------------- | -------------------------------- | -------------------------------- | -------------------------------- | -------------------------------- | -------------------------------- | -------------------------------- |
| Temperatura máxima recorde (°C)                | 35                               | 38                               | 35                               | 36                               | 34                               | 36                               | 34                               | 37                               | 33                               | 34                               | 33                               | 34                               | 38                               |
| Temperatura máxima média (°C)                  | 27                               | 27                               | 27                               | 26                               | 24                               | 23                               | 22                               | 22                               | 22                               | 23                               | 24                               | 26                               | 24                               |
| Temperatura mínima média (°C)                  | 22                               | 22                               | 22                               | 19                               | 16                               | 13                               | 13                               | 14                               | 17                               | 18                               | 19                               | 21                               | 18                               |
| Temperatura mínima recorde (°C)                | 16                               | 16                               | 15                               | 11                               | 9                                | 7                                | 6                                | 7                                | 7                                | 10                               | 13                               | 13                               | 6                                |
| Precipitação (mm)                              | 119,4                            | 127                              | 132,1                            | 83,8                             | 55,9                             | 33                               | 35,6                             | 48,3                             | 73,7                             | 109,2                            | 116,8                            | 119,4                            | 1 056,6                          |
| Fonte: www.weatherbase.com 11 de abril de 2010 |                                  |                                  |                                  |                                  |                                  |                                  |                                  |                                  |                                  |                                  |                                  |                                  |                                  |

## Demografia

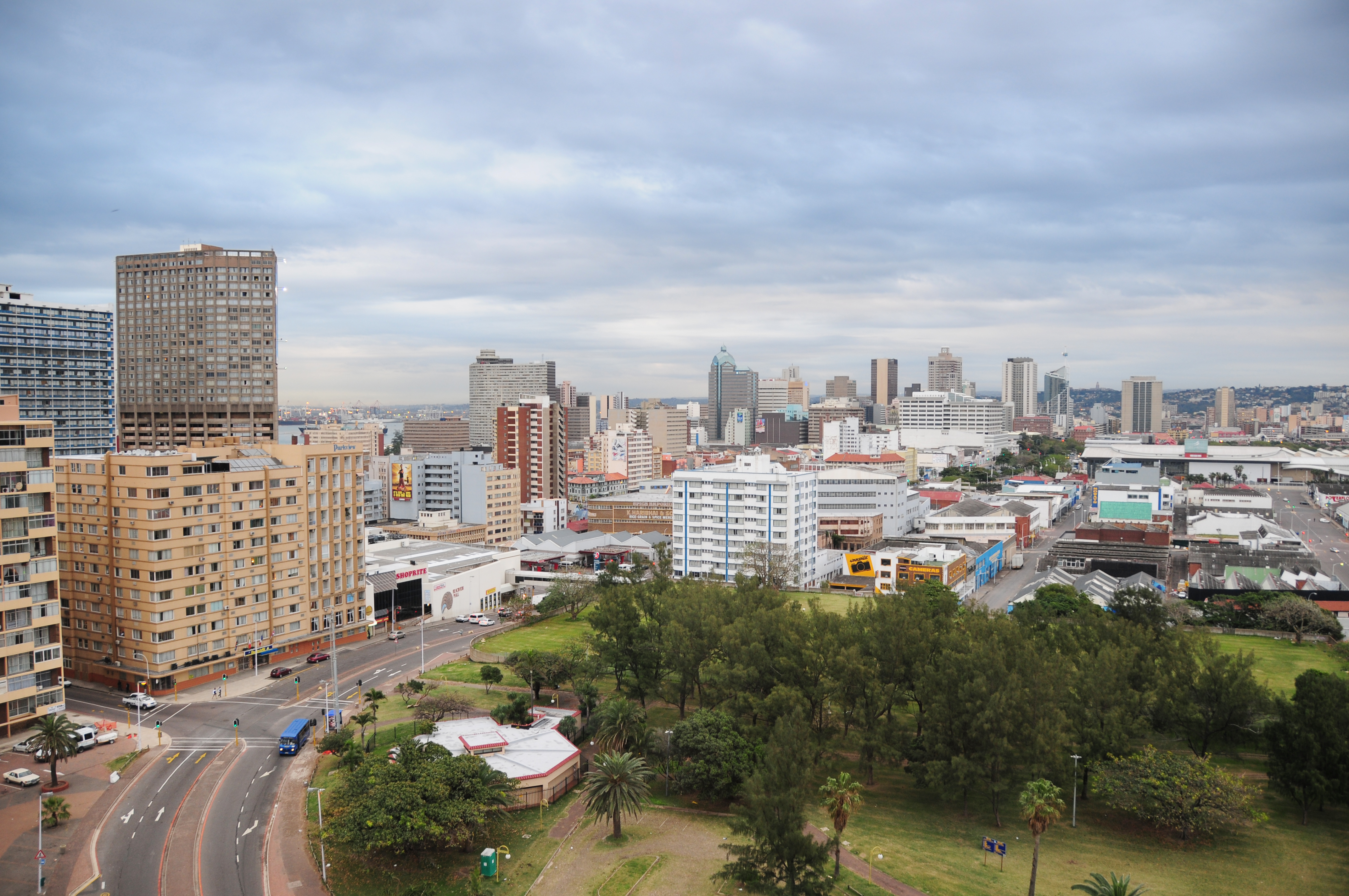
Vista do centro de Durban

Estima-se que 63,04% dos residentes de Durban usam o zulu como idioma, 29,96% usam o inglês, 3,43% usam o xossa, 1,44% usam o africâner, 0,7% falam sesoto, 0,2% falam andebele meridional, 0,1% falam sepedi e 0,93% da população falam uma língua não oficial da África do Sul. 68,0 % dos habitantes são cristãos, 15,5% não têm religião, 11,3% são hindus, 3,2% são muçulmanos e 0,1% são judeus; 1,9% são membros de outras religiões ou crenças indeterminadas.
Cerca de 10% dos residentes com idade acima dos 20 anos não possui nenhuma escolaridade, 13,3% tiveram algum ensino primário, 5,7% possui apenas o ensino primário, 34,6% tiveram algum ensino médio, 26,8% completaram o ensino médio e 9,6% possui uma educação superior. Em média, 36,4 % dos moradores concluíram o ensino médio. O rendimento médio anual de trabalho dos adultos com idades entre 15 e 65 anos é ZAR 20 695. Os homens têm uma renda média anual de ZAR 24 851 versus ZAR 16 927 para as mulheres.

### Composição étnica
Aproximadamente 68% da população de Durban é composta de negros, seguidos pelos asiáticos, que representam 19% do total populacional; 8% são brancos e os mestiços são representados pelos 2 % restantes. 48,9% da população está abaixo dos 24 anos de idade, enquanto que 4,2% têm mais de 65 anos de idade. A idade média na cidade é de 25 anos, e para cada 100 mulheres, há 92,5 homens. 27,9% dos moradores da cidade estão desempregados.  88,6% dos desempregados são negros, 18,3% são mestiços, 8,2% são asiáticos e 4,4% são brancos.

## Política

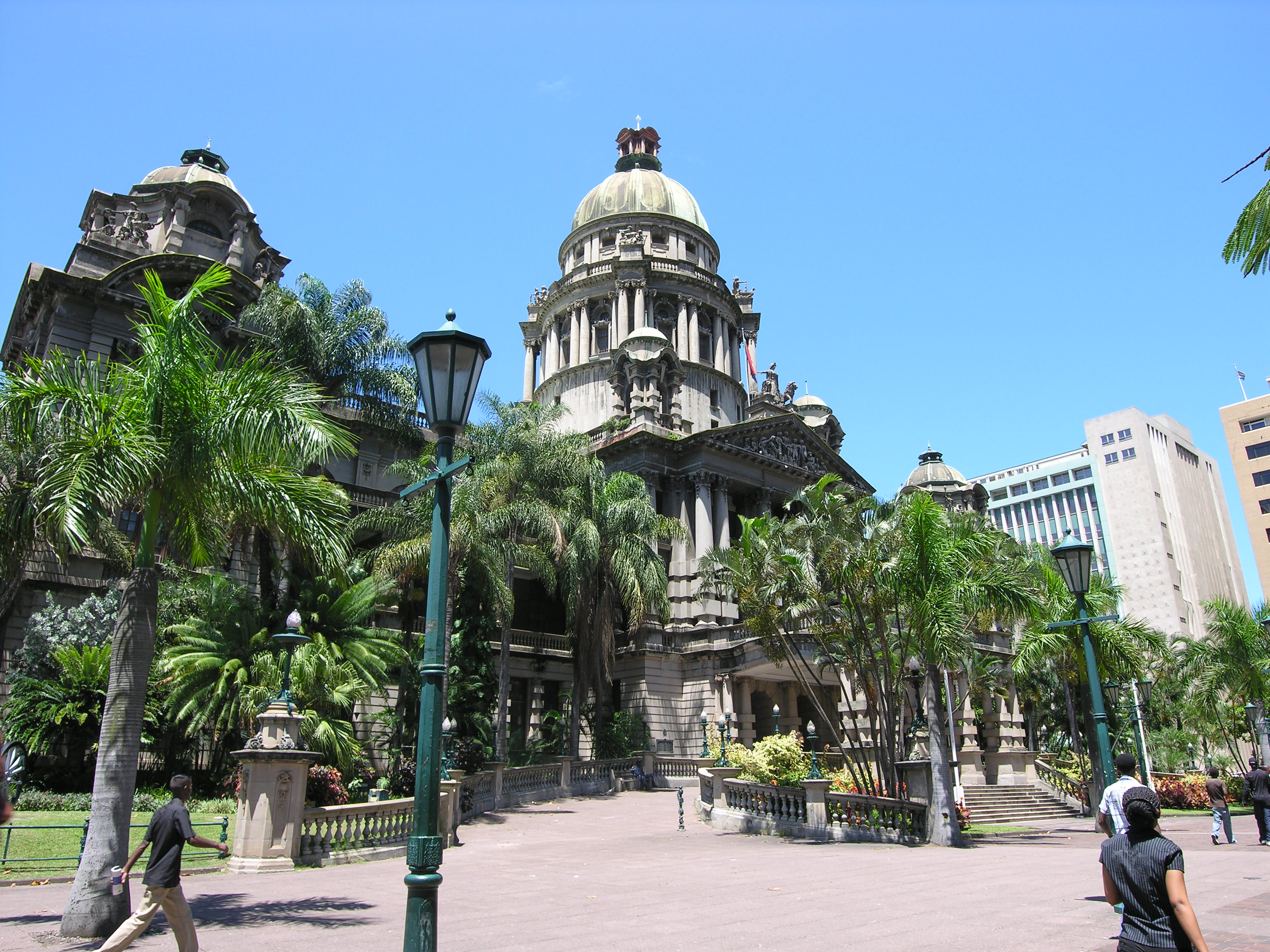
Prefeitura de Durban

### Cidades-irmãs
As cidades-irmãs de Durban são:
| - Alexandria, Egito - Bacu, Azerbaijão - Chicago, Illinois, Estados Unidos - Leeds, Reino Unido, - Roterdão, Países Baixos - Cantão, China | - Nantes, França - Antuérpia, Bélgica - Bremen, Alemanha - Bulavaio, Zimbábue - Nova Orleães, Luisiana, EUA - Orã, Argélia | - Le Port, Reunião, França - Brisbane, Austrália - Eilat, Israel - Maracaibo, Venezuela - Kaohsiung, Taiwan - Curitiba, Brasil |

## Economia

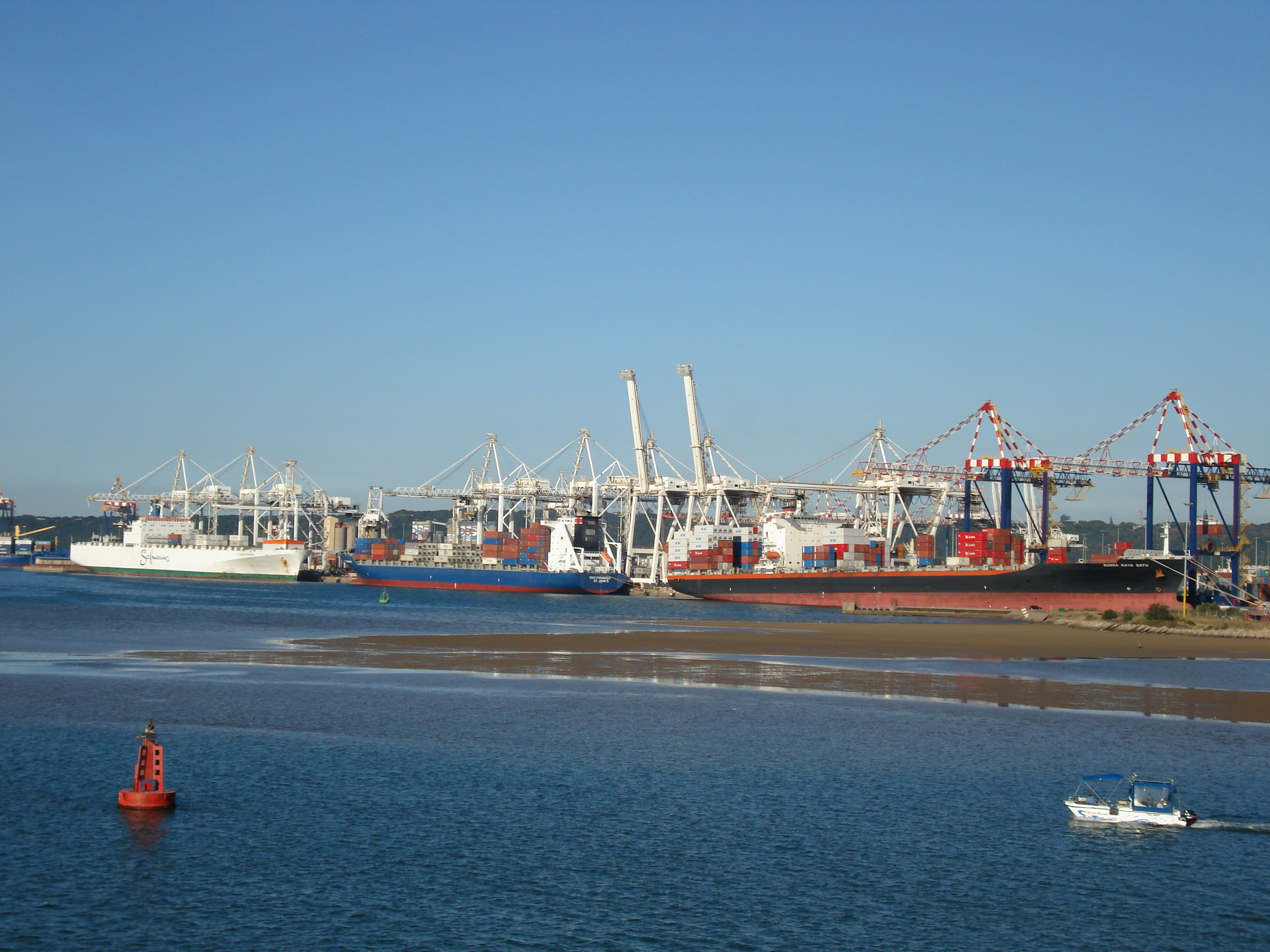
Porto de Durban, o mais movimentado porto de contêineres da África

A área metropolitana de Durban tem uma economia grande e diversificada, com produção industrial forte, turismo, transportes, finanças e setores do governo. A sua localização costeira e seu grande porto fornecem uma vantagem comparativa em relação muitos outros centros na África do Sul para a indústria de exportação. O clima subtropical de Durban e sua população culturalmente diversa tem atraído turistas de várias partes do mundo.
Durban continua a ser a terceira cidade mais rica da África do Sul. Em 2015, um relatório do Banco Afrasia e empresa de pesquisa New World Wealth classificaram Durban como a sétima cidade da África com maior número de milionários.
A cidade tem revitalizado suas áreas históricas com o novo desenvolvimento de suas praias, com marinas e muitos empreendimentos residenciais e de lazer. Esforços para revitalizar seu centro comercial e o novo Estádio Moses Mabhida, que sediou partidas da Copa do Mundo FIFA de 2010, são iniciativas que ajudaram na recuperação econômica local. Em 2010, Durban foi classificada como uma cidade global de nível gama.

## Infraestrutura

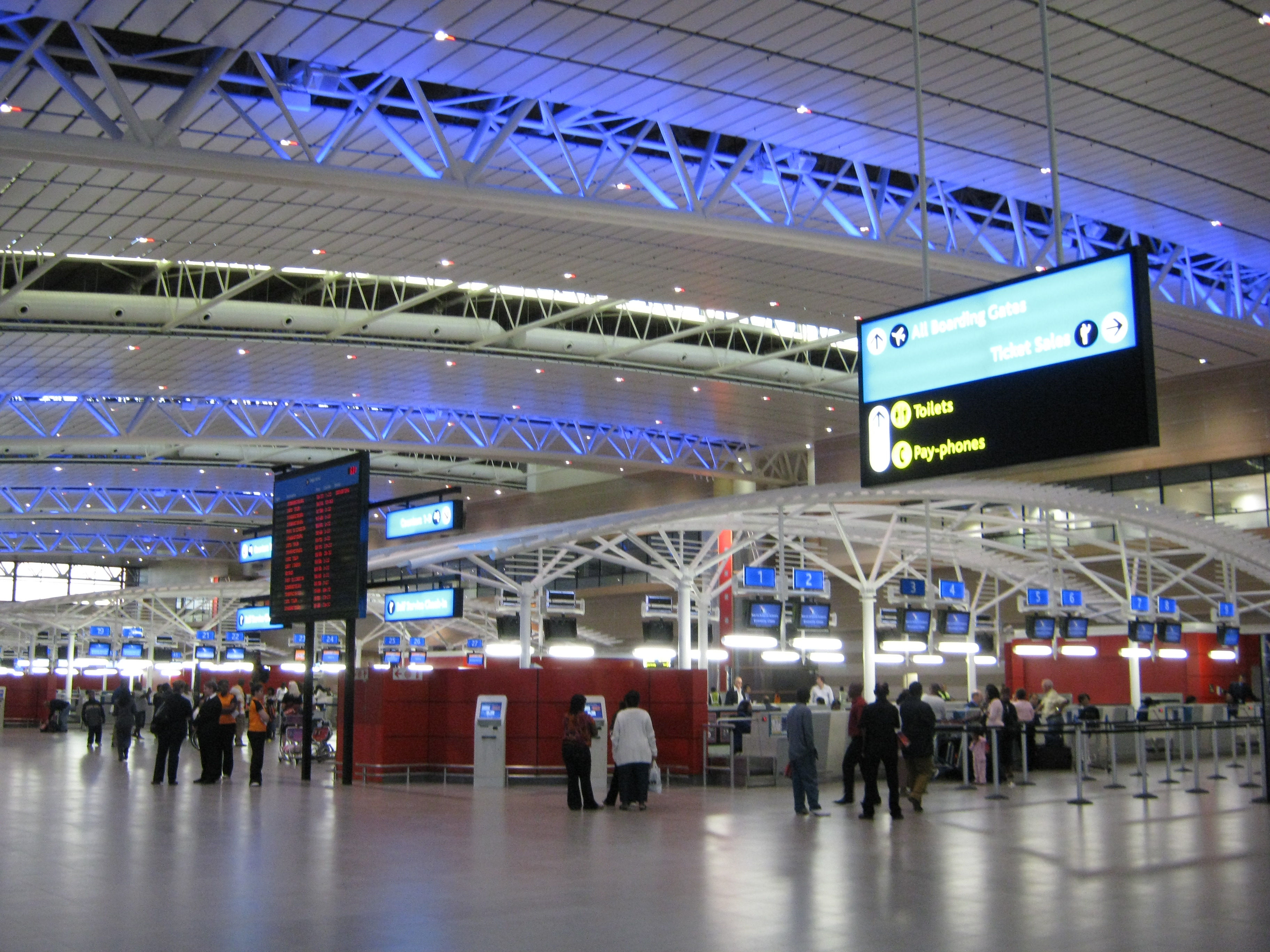
Aeroporto Internacional de Durban.

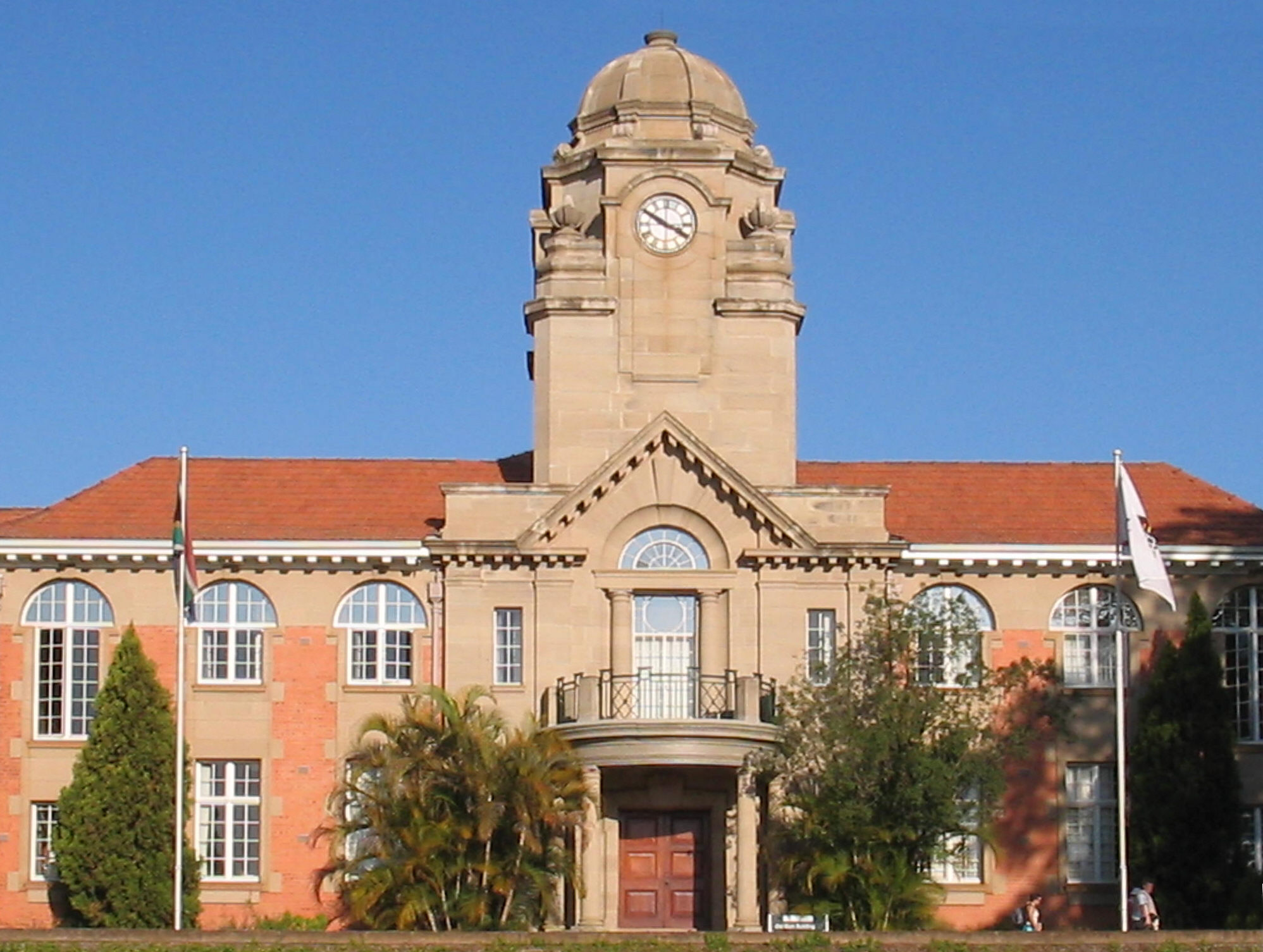
Universidade de Cuazulo-Natal.

### Transportes
Desde o Aeroporto Internacional de Durban saem voos nacionais e internacionais, com serviço regular para Essuatíni, Moçambique e Maurício. O aeroporto serviu a quatro milhões de passageiros em 2005, o que implicou um aumento de 15 % respeito ao ano anterior. Planeja-se a construção de um novo aeroporto, o qual seria chamado Aeroporto Internacional Rey Shaka. O aeroporto serve como importante escala para os viajantes que se dirigem ao Drakensberg.

### Educação
Entre as instituições educativas de nível universitário se encontram a Universidade de Cuazulo-Natal e a Universidade Tecnológica de Durban.
A Universidade Tecnológica é uma instituição de ensino técnico. Foi fundada em 2002 com a fusão entre Technikon Natal e ML Sultan Technikon. Esta era conhecida anteriormente como Instituto Tecnológico de Durban. Possui quatro campus. Ao final de 2005 estavam inscritos 20.000 alunos.
A Universidade de Cuazulo-Natal (o UKZN) foi fundada em 1 de janeiro de 2004 como consequência da união entre a Universidade de Natal e a Universidade Durban-Westville.

## Cultura

### Desporto/Esportes
Durban é a sede de duas equipes importantes de rugby, o Natal Sharks, que disputa o torneio doméstico Currie Cup e o Sharks, que disputa o campeonato internacional Super 14. Ambas as equipes jogam no Kings Park Stadium, atualmente conhecido como ABSA Stadium por razões de patrocínio, com capacidade para cerca de 52.000 pessoas.
No futebol, se destacam na cidade as equipes AmaZulu, Golden Arrows e Thanda Royal Zulu, que participam da Premier Soccer League. AmaZulu possui seu próprio estádio, o Princess Magogo Stadium, o Golden Arrows também tem seu estádio, o King Zwelithini, localizado no subúrbio de Umlazi, estas equipes disputam suas partidas mais importantes no ABSA Stadium. Nenhuma destas três equipes conseguiu ainda um título da liga e permanecem à sombra dos grandes do futebol sul-africano. Após o apartheid, o futebol nacional viveu um dos seus momentos mais delicados, encerrado com a histórica partida celebrada em Durban, em 7 de julho de 1992, entre as seleções da África do Sul e da Camarões, e que significou a readmisão do país na CAF e da FIFA.
A cidade também é sede dos Dolphins, uma equipe provincial de críquete, que manda suas partidas no estádio Kingsmead Cricket Ground.
Durban foi uma das cidades sede da Copa do Mundo da FIFA, realizada na África do Sul em 2010. Para a copa, foi construído, no local do antigo Kings Park, um novo estádio de futebol, o Moses Mabhida, inaugurado no final de 2009 e com capacidade aproximada para 70.000 pessoas durante a copa do mundo.
Outros esportes e competições também acontecem em Durban, como por exemplo o surf. A cidade é sede de várias provas válidas para a WQS (World Qualifying Series), a categoria imediatamente inferior ao ASP World Tour (Campeonato do mundo de surf), a Quiksilver Pro Africa, que ocontece em New Píer, Durban e a Mr Price Pro. Ambos os eventos são provas de seis estrelas, a maior pontuação concedida pela ASP se excluirmos as Super Series.

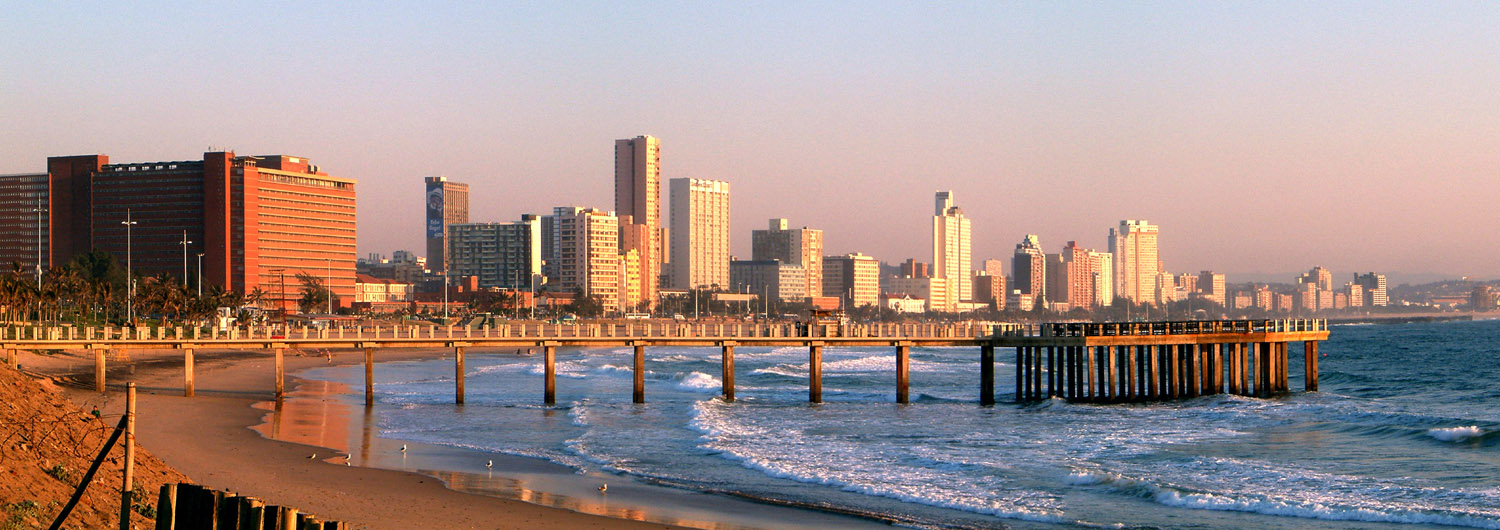
Panorama do litoral da cidade.